# Universidad Pedagógica Nacional Francisco Morazán
La Universidad Pedagógica Nacional Francisco Morazán es una institución pública de educación superior hondureña fundada en 1989.

## Historia
La universidad fue fundada en 1956, primeramente como "Escuela Superior del Profesorado Francisco Morazán" en la ciudad de  Tegucigalpa la cual tenía como fin primordial ampliar los conocimientos de la rama magisterial en educación primaria y secundaria, mediante carreras académicas universitarias. En 1981 se creó el Centro Regional de esta Escuela Superior del Profesorado en la ciudad de San Pedro Sula, conocido como CURSPS para los profesores del Norte y occidente del país.
El 14 de diciembre de 1989, cumpliendo con lo ordenado en el Artículo No. 17 de la Ley de Educación Superior, esta Escuela Superior del Profesorado, después de 33 años; pasa a ser  «Universidad Pedagógica Nacional Francisco Morazán». Una entidad del Estado con personalidad jurídica, sin fines de lucro y con patrimonio propio. Dedicado exclusivamente a la formación y perfeccionamiento de los maestros a un nivel superior.
La UPNFM tiene un programa bajo la coordinación del departamento de Ciencias de la Educación y la Dirección de Postgrado, para las ramas de la educación superior universitaria. Las clases se reciben en horarios flexibles, ya que la mayoría de sus estudiantes son maestros activos de educación primaria y secundaria, por lo que se combinan las clases de modalidad presencial, el trabajo independiente y el sistema virtual. Para el desarrollo de los programas educativos la UPNFM ha suscrito convenios con la Universidad Pedagógica Nacional de México, la Universidad del País Vasco y la Red Temática de Educación (que involucra a especialistas de la Universidad de Costa Rica, la Pontificia Universidad Javeriana de Colombia, la Universidad de Salamanca y la Universidad de Barcelona en España).
Desde enero de 2012, y tras la presentación de la Biblioteca Centroamericana de la Biblioteca Virtual Miguel de Cervantes por SAR el Príncipe de Asturias en el Centro Cultural de España en Tegucigalpa integrada conjuntamente con la Biblioteca Nacional de Honduras, la Universidad Nacional Autónoma de Honduras y la Academia Hondureña de la Lengua, la Comisión Nacional de la Biblioteca Virtual de las Letras Hondureñas: «Un hito que nos llena de orgullo a todos los que habitamos en la Patria Grande de la lengua que nos une» palabras del entonces S.A.R. Príncipe Felipe de Borbón en la inauguración de la Biblioteca.

## Carreras
- Licenciaturas, en: Ciencias Naturales, Ciencias Matemáticas, Educación Comercial, Educación Técnica Industrial.
- Profesorado en Educación en Seguridad Alimentaria, Ciencias de la Educación, Ciencias Sociales, Letras y lenguas, Educación Física, Educación Preescolar, Educación Básica.
- Maestrías: Matemática Educativa, Enseñanza de la Geografía, Enseñanza de la Lengua, entre otras.
- Diplomados: Diplomado de Formación Pedagógica en Educación Superior, Diplomado Universitario en Gestión, Dirección y Evaluación de Instituciones Educativas, Diplomado de Informática, Diplomado de inglés como segunda lengua. y Doctorado en Educación.

## Campus
Los Campus están localizados de la siguiente manera:
- UPNFM: En la ciudad de Tegucigalpa, M.D.C. Colonia Las Colinas, avenida El Dorado, Boulevard Centro América.
- CURLE: En las ciudades de La Esperanza,[1] Danlí, Santa Bárbara, Juticalpa  y Choluteca.
- CURSPS: En la ciudad de San Pedro Sula, Cortés.
- CURCEI: En la ciudad Puerto de La Ceiba, Atlántida.
- CURSRC: En la ciudad de Santa Rosa de Copán, Copán.
- CUED:Que son varios centros de educación a distancia, emplazados en: Tegucigalpa, M.D.C.; Comayagua, La Ceiba, Santa Bárbara, Santa Rosa de Copán, Gracias, Choluteca y Nacaome.

## Modalidades
- Presencial
- CUED: Centro Universitario de Educación a Distancia'
- CURLE: Centro Universitario Regional
- PREUFOD: Programa Especial Universitario de Formación Docente
- FID: Formación Inicial Docente
- PFC: Programa de Formación Continua